# ベルギー

ベルギー王国
Koninkrijk België（オランダ語）
Royaume de Belgique（フランス語）
Königreich Belgien（ドイツ語）

国の標語：
L'union fait la force（フランス語）
Eendracht maakt macht（オランダ語）
Einigkeit macht stark（ドイツ語）
（日本語訳: 団結は力なり）
国歌：La Brabançonne（フランス語）
De Brabançonne（オランダ語）
Das Lied von Brabant（ドイツ語）
ブラバントの歌

1. 
2. 

ベルギー王国（ベルギーおうこく、蘭: Koninkrijk België、仏: Royaume de Belgique、独: Königreich Belgien）、通称 ベルギーは、西ヨーロッパに位置する連邦立憲君主制国家。隣国のオランダ、ルクセンブルクと合わせてベネルクスと呼ばれる。
首都ブリュッセル首都圏地域は欧州連合（EU）の主要機関の多くが置かれているため「EUの首都」とも言われており、その通信・金融網はヨーロッパを越えて地球規模である。憲法上の首都は、19の基礎自治体からなるブリュッセル首都圏の自治体のひとつ、ブリュッセル市である。

## 概要
ベルギーは19世紀にネーデルラント連合王国から独立した国家で、オランダ語の一種であるフラマン語が公用語の北部フランデレン地域と、フランス語が公用語の南部ワロン地域とにほぼ二分される（このほかにドイツ語が公用語のドイツ語共同体地域もある）。
建国以来、単一国家であったが、オランダ語系住民とフランス語系住民の対立（言語戦争）が続いたため、1993年にフランデレン地域とワロン地域とブリュッセル首都圏の区分を主とする連邦制へ移行した。

## 国名
正式名称は、
- フラマン語:  Koninkrijk België[ヘルプ/ファイル]（オランダ語発音: [ˈbɛlxiə][1] コーニンクレイク・ベルヒエ[注釈 4]）
- フランス語: Royaume de Belgique（フランス語発音: [rwajom də bɛlʒik] ロワイヨーム・ドゥ・ベルジク）
- ドイツ語 : Königreich Belgien（ドイツ語発音: [ˈkøːnɪçraɪç ˈbɛlɡiən] ケーニヒライヒ・ベルギエン）

英語表記は、Kingdom of Belgium（英語発音: [kɪ´ŋdəm ɔ´v be´ldʒəm] キングダム・オブ・ベルジャム）で形容詞はBelgian（ベルジャン）。ラテン語表記もBelgium（ベルギウム）である。
日本語の表記はベルギー王国。通称はベルギー。漢字による当て字で白耳義と表記され、白と略される。オランダ語の「België（ベルヒエ）」に由来し、江戸時代にオランダ商人が来航した際に伝わったのをそのまま文字読みしたものである。
ベルギーという名称は、かつてのガリア北東部の呼称「ベルガエ」、もしくは同地に住んでいたベルガエ人に由来するとされる。

## 歴史

### 古代
ベルギーと称される地域には、旧石器時代ごろより農耕と漁労を主とする人類の定着が見られる。新石器時代に入り、大西洋の海進によって温暖化が進むと中央ヨーロッパから移住してきた種族が定住を始め、牧畜技術の移入と農耕技術の革新をもたらした。こうした民族と文化の移入は紀元前1000年ごろまで続き、社会的組織の構築や金・銅・錫の生産、ドルメンといった文化移入の痕跡が見られる。また、エジプト産のビーズなども発見されていることから、この時代、地中海世界の広い範囲で行われた交易に参加していたとも考えられている。紀元前6世紀ごろにケルト人がライン川を渡って到来し、移住してくると、彼らによって火葬の文化や鉄器がもたらされた。
紀元前後になるとローマ人との接触が始まり、ガイウス・ユリウス・カエサルが紀元前57年に著した『ガリア戦記第二巻』に、この地に居住する民族について初めて言及がなされた。カエサルは同地に居住するゲルマン人との共通性を持つケルト人の多くを総称してベルガエ族と呼んだ。ベルガエ族は多数の部族に分かれてベルギー地方で生活していたが、ガリア戦争を経て同地は紀元前51年にガリア・ベルギカとしてローマ帝国の属州となった。ローマはその版図をライン川まで広げてゲルマニアの征服へと乗り出し、その過程で遠征拠点の都市としてトンゲレン、トゥルネー、アルロンといった植民都市が築かれた。
アウグストゥスの時代にベルギーを含むライン川左岸からフランス東北部にわたる地域がベルギカ州に組み込まれたが、ドミティアヌスは東部国境線を東進させてライン川沿いの地域をベルギカ州から分離させて上下ゲルマニアとし、今日のベルギーを構成する大部分の地域はこのとき下ゲルマニアに組み込まれた。
3世紀に入り、海進によって居住地を失った人々が大規模な移住を始めた。これによってフランク族がライン川を越えてローマ帝国へ侵入し、ライン川近郊の多数の都市が占拠されていくと、帝国の国境はブローニュとケルンを結ぶ軍用道路線まで後退した。こうして北部ではゲルマン人の定着に伴うフランデレン語が、南部ではワロン語が浸透していき、その結果生まれた境界線は以降のベルギーにおけるラテン系・ゲルマン系という民族紛争、言語戦争の起源となった。フランク族の侵入によって徐々に弱体化していったローマ帝国のフラウィウス・クラウディウス・ユリアヌスは、358年、サリ族のトクサンドリア定着を認めた。

### 中世
481年、次第に勢力を強めるサリ族の王に即位したクローヴィス1世はトゥルネーを首都とするメロヴィング朝を建国した。クロヴィス1世はその後、ローマ帝国ガリア地方の軍司令官シアグリウス、ライン地方のテューリンゲン族、ルクセンブルク南部のアレマン族、ブルグント王国、西ゴート王国といった勢力を次々と打ち倒し、北海からピレネー山脈に至る広大な領地を獲得した。しかし、クロヴィス1世没後は王国領土が4人の遺子に分割相続され、内部対立による衰退が進んだ。
7世紀中盤ごろになるとアウストラシアの宮宰としてピピン2世が頭角を現し始めた。687年、テルトリーの戦いでネウストリアに勝利すると、フランク王国における支配権を確立した。732年、カール・マルテルの時代にトゥール・ポワティエ間の戦いにおいてウマイヤ朝に勝利、751年にはピピン3世がクーデターを断行し、メロヴィング朝に代わり、カロリング朝が興った。754年、ランゴバルド王国を討伐して獲得したラヴェンナを教皇に寄進することにより宗教的後ろ盾を得ることとなり、フランク王国は宗教的国家という特色を持つようになった。カール大帝の時代になるとフランク王国は今日のフランス・ドイツ・イタリアに相当する地域を統一し、東ローマ帝国を凌ぐ大国となった。800年、サン・ピエトロ大聖堂においてレオ3世より西ローマ帝国の帝冠を授与された（カールの戴冠）。民族大移動以来、混成していた西ヨーロッパが東ローマから独立した存在としてまとまり、ギリシャ・ローマ的要素、キリスト教的要素、ゲルマン的要素が融合して新しい文化圏を形成した中世ヨーロッパ世界が確立した。
カール大帝が没し、ルートヴィヒ1世の治世が終わった843年、ヴェルダン条約によって王国は東フランク王国、西フランク王国とロタリンギアに分けられた。さらに870年のメルセン条約によってロタリンギアは東西フランクに分割吸収され、この結果、ベルギー地方はスヘルデ川を境として分裂することとなった。また、9世紀初頭より始まったノルマン人襲来の脅威から身を守るため、各地で地主や司教たちを中心としてフランドル伯領、ブラバント伯領、リエージュ伯領、エノー伯領、ナミュール伯領、リンブルク伯領、ルクセンブルク伯領といった封建国家が誕生した。中でもフランドル伯領は、リンネルの交易によって「ヨーロッパの工場」としての地位を築き上げ、ブルッヘやヘントといった都市を中心に繁栄を誇った。
10世紀に入ると城や砦に隣接して誕生した居住地（ブルグス）の住民は共同体を形成するようになり、キヴェスやブルゲンセスといった呼称で統一的に呼ばれるようになった。特にブルゲンセスは何らかの特権を賦与された住民層を示す語となり、外来者や下層民らと自身を区別する意識を持つようになった。彼らは土地の所有など一定の条件を満たす者同士で宣誓共同体（コミューン）を結成して法人格を持つグループを構成した。コミューンを通して領主との双務的契約の締結がなされるようになり、コミューンは金銭の支払いや領主への奉仕を交換条件として税の免除や一定の自治権の取得といった特権を獲得していった。こうして都市は領主と一部の特権階級者によって支配されるようになり、一般市民との対立を招く結果となった。

### 14世紀以降
1337年、フランドル伯領の諸都市はイングランド王エドワード3世の支援を受けて反乱を起こした。一時的に諸都市はイングランドとの通商や種々の特権を獲得することに成功するが、1381年にはフランドル伯の反撃を受け、ブルッヘが征服されてしまう。この結果、フランドル地域はフランドル伯死後にブルゴーニュ公国に組み入れられることとなった。
フィリップ豪胆公から始まるブルゴーニュ公国は、「飛び地」として獲得した豊かな産業を持つフランドル地方の経済力を背景として版図の拡大を図った。飛び地の解消を目指してフランス王国へと積極的な介入を見せたが、シャルル突進公の1477年、ナンシーの戦いにおいて敗北を喫すると逆にフランスからの侵略を受けることとなった。シャルル突進公の戦死を受けて、娘マリーはかねてより婚約していたハプスブルク家のマクシミリアン大公（のちの神聖ローマ皇帝）に救援を要請し、結婚した。ここにブルゴーニュ公国は終焉を迎え、フランドル地方はハプスブルク家の支配下に組み込まれることとなった。
フランドル地方の統治権はフィリップ美公を経て1506年、カール5世に渡った。カールは1464年に設置されていたネーデルラント全域を管轄する全国議会を存続させ、1531年にネーデルラントに軍事・立法・財務の各職掌に評議院を設けるなど統治に意を用いる一方、この地方の統合を進め、1543年にはゲルデルン公国を併合してこの地方を統一し、1548年には神聖ローマ帝国からこの地方を法的に分離してネーデルラント17州を誕生させた。この時期アントウェルペンはブリュージュに代わりフランドルの経済の中心となった。しかしカールが1556年に退位し、ネーデルラントをスペイン王となったフェリペ2世が統治するようになると、強硬な異端取り締まりや自治の制限といった圧政に17州が蜂起し、1568年に八十年戦争が勃発した。この戦争は当初はスペイン側が優勢に戦いを進め、1576年には大貿易港だったアントウェルペンをスペインが占領・劫掠する一方、17州側はヘントの和約を締結して結束を固めた。しかしこの和約は北部のカルヴァン派と南部のカトリックとの対立によって崩壊し、北部諸州はユトレヒト同盟を結んで独立の姿勢を鮮明にする一方、南部2州はアラス同盟を結んでスペイン寄りの姿勢を示し、ここを拠点に進撃したスペイン軍が南部10州の支配を固め、ネーデルラントは南北に分離することとなった。最終的に、北部7州は1648年のヴェストファーレン条約によってネーデルラント連邦共和国として正式に独立を承認されたが、南部諸州はスペイン領南ネーデルラントとしてスペインの支配下に留まった。

### 18世紀
スペイン・ハプスブルク朝の断絶により生じたスペイン継承戦争（1701年 - 1714年）の結果、ラシュタット条約でスペイン領南ネーデルラントがオーストリアに割譲され、オーストリア領ネーデルラントが成立する。1740年オーストリア継承戦争ではフランスが再度ベルギーを占領したが、アーヘンの和約によりマリア・テレジアに返された。
1778年にはカール・テオドールが、自身の領国バイエルン選帝侯領をオーストリア領ネーデルラントと交換しようと画策したがバイエルン継承戦争により失敗した。1789年にハプスブルク＝ロートリンゲン家の支配に対してブラバント革命が起こり、1790年には独立国家であるベルギー合衆国が建国されたが、短期間で滅ぼされた。ベルギーは、オーストリア領ネーデルラントとして再びハプスブルク家の支配下に戻った。
フランス革命戦争勃発後、ジャコバン派がフランス革命国民義勇軍を主導したが、その国民義勇軍の将軍ジュールダンと公安委員カルノーはベルギー戦線で、ロベスピエールの恐怖政治中の1793年10月、オーストリア軍を殲滅した。翌1794年6月、ジュールダン将軍とベルナドット将軍は再度ベルギー戦線でオーストリア軍を殲滅した。このあと、フランス軍は南ネーデルラントを占領し、1795年にはフランスに併合された。

### 独立と永世中立国化
ナポレオン戦争の終結後、ベルギーはフランス統治下を離れ、1815年のウィーン議定書によって現在のオランダとともにネーデルラント連合王国として再編された。しかしプロテスタント・オランダ語話者が多数派を占め経済の低迷する北部ネーデルラントに対し、カトリックが多数派でオランダ語話者とフランス語話者がほぼ同数であり、さらに産業革命の波が到達して経済が活況を呈している南ネーデルラントは反発を強めていき、ネーデルラント国王ウィレム1世の高圧的な姿勢がそれに拍車をかけた。こうして1830年に南ネーデルラントは独立革命を起こし、同年に独立を宣言する。1831年にはドイツの領邦君主のザクセン＝コーブルク＝ゴータ家からレオポルドを初代国王として迎えた。しかしオランダはこれに反発し、1839年のロンドン条約を締結するまで独立を承認しなかった。
同年に制定された憲法は、主たる納税者であったブルジョワジー（財産家・資本家）男子による二院制と、国王の行政や軍事など最高の国家行為には首相の承認（副署）を要することを規定した。ベルギー憲法の、その首相副署主義は新しい立憲的制度であった。これはカトリックのベルギーが、外から迎えるプロテスタントの国王、ザクセン＝コーブルク＝ゴータ家のレオポルド1世（在位：1831年 - 1865年）に対抗するためのものであった。

### 19世紀
ベルギーは大陸ヨーロッパでもっとも早く、独立直前の1820年代に産業革命が始まった。独立後工業化はさらに進展し、1835年にメヘレン・ブリュッセル間の鉄道が建設されたのを皮切りに急速に鉄道建設が進んで、1840年代前半には国内の主要鉄道網が完成した。次いで1846年にはチャールズ・ホイートストンとウィリアム・クックに電信の敷設を許可したが、1850年頃から政府が回線網の買収と拡大を進めるとともに、1851年には商業利用が認可された。こうしたインフラの整備を背景に、とくに南部のワロニア地方を中心にリエージュ、シャルルロワなどにおける石炭の産出が増加し、製鉄や機械工業といった重工業や、ソルベイに代表される化学工業が発達した。
一方、内政においては学校教育の主体を巡り、公教育の充実を目指す自由主義派と教会による教育を重視するカトリック派の対立が続いたほか、工業化に伴う産業構造の変化によって労働運動が台頭し、これに伴って1893年には男子普通選挙制が導入された。また1860年代以降、当時は独立以来唯一の公用語とされていたフランス語に対する、オランダ語の地位向上を目指すフランデレン運動が盛んになり、以後のベルギー政治を二分する争点となっていった。
この時期、ベルギー政府は植民地獲得にまったく興味を持っていなかった一方、第2代国王レオポルド2世は積極的に植民地獲得を目指しており、彼はアフリカ中部のコンゴ川流域に目をつけ、ヘンリー・スタンリーを派遣して現地の掌握を進めていた。この動きを警戒した列強によって1884年にアフリカ分割のためのベルリン会議が開かれ、レオポルド2世は個人所有地としてコンゴ川流域の支配権を認められた。しかしこうして設立されたコンゴ自由国は現地で過酷な搾取を行い、さまざまな蛮行を行ったため列強から強い批判を浴び、1908年にはコンゴの統治権はレオポルドからベルギーへと移管された。

### 20世紀以降
第一次世界大戦ではドイツ軍によってほぼ全土を占領されたが、国王アルベール1世を中心とする政府は亡命政府を樹立し頑強に抵抗した。戦後はドイツの脅威に対抗するためフランスと軍事協定を結んだが、1936年にはこれを破棄して中立政策へと回帰した。
しかし1940年5月10日未明、ナチス・ドイツはベルギーと同じく中立を宣言していた隣国のオランダ、ルクセンブルグに侵攻を開始。交戦状態となり、再びドイツ軍によって国土を占領された。ロンドンに亡命政権が立てられたが、
同年5月28日に国内に残った国王レオポルド3世は亡命政府の意向を無視してドイツの無条件降伏要求を受諾。立憲君主制下にある国王の権限を逸脱するものとして戦後に問題視されることとなった。
戦後、レオポルド3世の行為は問題視され、1950年には君主制の是非を巡る国民投票が行われた。この投票ではかろうじて君主制維持が過半数を占めたものの、とくに南部で批判票が強く、これを受けてレオポルド3世は退位し、ボードゥアン1世が即位した。1950年代には経済の復興が進む一方、1951年の欧州石炭鉄鋼共同体への参加以来、首相のポール＝アンリ・スパークを中心に積極的にヨーロッパ統合の動きを推進し、のちにスパークは欧州連合の父の1人に数えられるようになった。1958年に成立したガストン・エイスケンス政権は学校教育問題の解決などで大きな成果を上げたが、コンゴ植民地の独立時の対応を誤り、コンゴ動乱を招くこととなった。
1960年代に入ると、ワロン地域の経済低迷とフランデレン地域の経済成長によって両地域の経済的地位が逆転し、これに伴って言語問題が激化していった。これを解決するためにベルギー政府は分権化を進め、1963年には言語境界線が確定され、1970年には3つの言語共同体と3つの地域が成立し、1980年には言語共同体とブリュッセルを除く2つの地域に政府が設置され、1988年にはブリュッセル地域政府を設置した上で1993年には正式に連邦国家へと移行した。
現在、首都ブリュッセルは欧州委員会などの欧州連合の主要な機関が置かれており、欧州連合の「首都」にあたる性格を帯びている。ブリュッセルは2014年、ビジネス、人材、文化、政治、識字率などを総合評価した世界都市ランキングにおいて、特に「政治的関与」が高く評価され、世界11位の都市と評価された。

## 政治

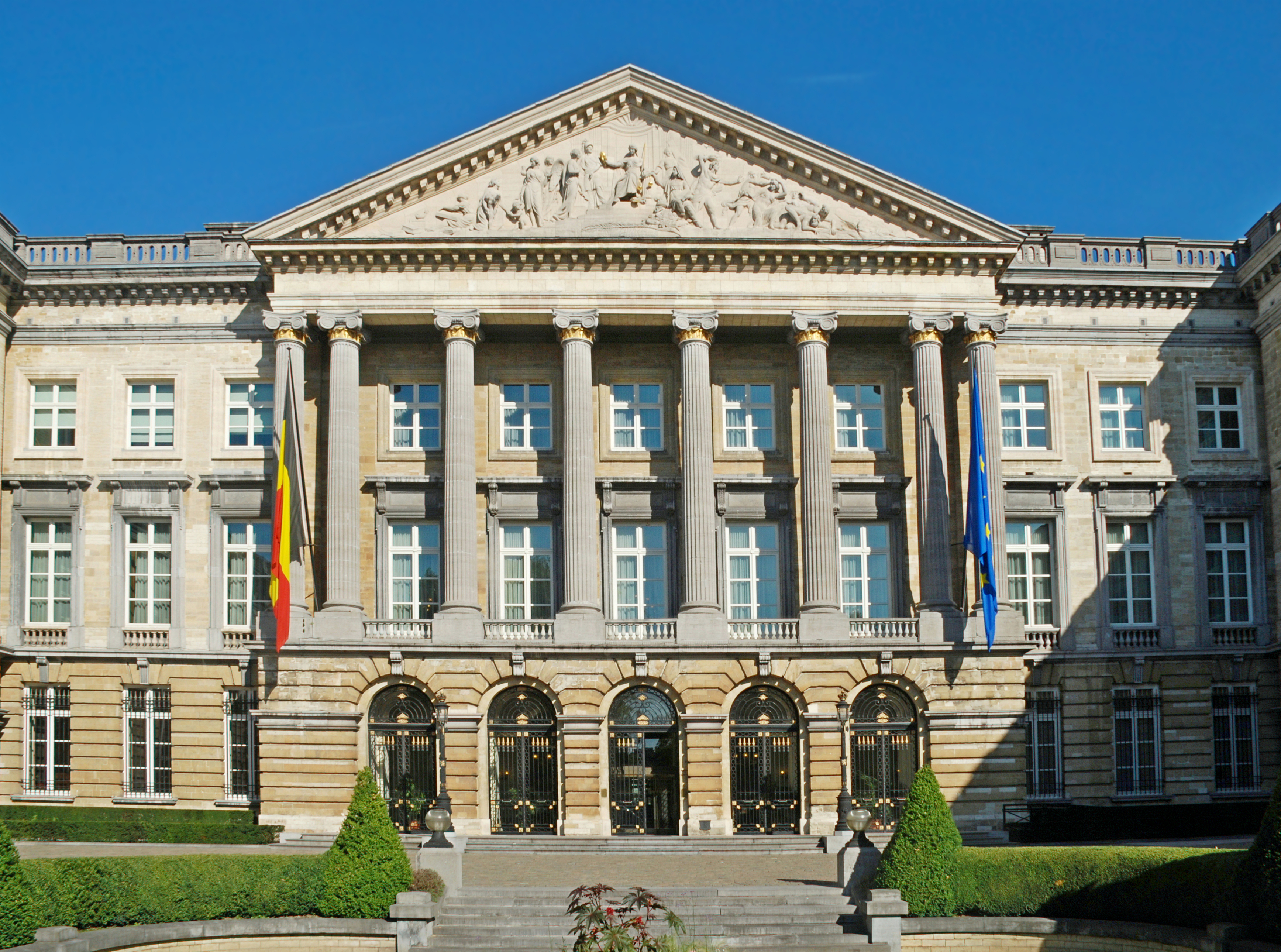
連邦議会議事堂

ベルギーは国民的立憲君主制を採用している。国家元首である国王は、立法権を連邦議会とともに行使し、行政執行権を憲法に基づき行使する。1990年に妊娠中絶が合法化される際に、当時の国王ボードゥアン1世は自身の信念に基づき中絶法案への署名を拒否したが、一時的に国王を「統治不能」状態として内閣が代行することにより、立憲君主制の原則を守ったという出来事があった。
連邦議会は両院制である。上院である元老院は、地域議会および言語共同体議会を通じた間接選挙で選出される50議席と、間接選挙議員によって指名される10議席、国王の子女に割り当てられる3議席からなる。下院である代議院の議席数は150で、比例代表選挙により選出する。いずれも任期は4年で、同日に投票が行われる。
連邦政府の長である首相は、議会の総選挙後に国王から指名された人物が組閣責任者となり、最大15名からなる内閣を組閣する（議院内閣制）。組閣責任者は必ずしも第1党から選任されるとは限らない。もしも、このあとに下院の承認を得られない場合は、国王に対して辞表を提出することになる。
1995年3月23日にホロコースト否認を認めないことを公式見解とし、非合法化する法律を制定している。しかし国内にはVrij Historisch Onderzoek（ドイツ語版） のような歴史否認主義組織も存在する。

### 政治空白
2010年6月に行われた総選挙では12の政党が議席を獲得したが、北部のフラマン語圏と南部のフランス語圏の対立を背景とした連立交渉は難航を極め、正式な政権が541日も存在しないという事態となった。これは正式な政権が存在しない世界最長記録である。この政治空白の間の首相職は、総選挙で敗退したキリスト教民主フランデレン党のイヴ・ルテルムが引き続き暫定的に務めた。
2011年11月26日、新政権樹立の連立協議で、主要6政党が2012年予算案で合意に達した。当時の国王アルベール2世は、ワロン系社会党のエリオ・ディルポ党首に組閣を指示。12月5日、ディ・ルポを新首相に任命し、政権は12月6日に発足した。
政治的な空白は2018年以降も発生。2018年12月に移民政策をめぐり与党内が対立、連立政権が崩壊すると2019年5月の下院選挙を経ても、どの党も主導的な立場を取ることができず暫定政権が続いた。2020年3月、新型コロナウイルス感染拡大の緊急対策が求められる状況下で、ようやく小政党出身のソフィー・ウィルメス首相が率いる内閣を各党が容認。ただし、ウイルス対策以外の政策決定はほとんど認められず暫定政権的な色合いが強く、10月になってようやく7政党によるアレクサンダー・デ・クローを首相とする連立政権が発足した。

### 主な政党
自由党、社会党、キリスト教民主党、環境政党がオランダ語系（フラマン系）とフランス語系（ワロン系）に分離するなど、地域で政党が分かれているのがベルギーの政党の特徴である。
オランダ語系政党
- キリスト教民主フラームス（フラマン系キリスト教民主党）
- フラームス自由民主（フラマン系自由党）
- フラームス・ベランフ（移民排斥を掲げる極右政党）
- 前進（フラマン系社会党）
- 新フラームス同盟
- リスト・デデッケル
- フルン（フラマン系環境政党）

フランス語系政党
- 改革運動（ワロン系自由党）
- 社会党（ワロン系社会党）
- レザンガジェ（ワロン系中道）
- エコロ（ワロン系環境政党）
- 国民戦線（移民排斥を掲げる極右政党）

## 軍事

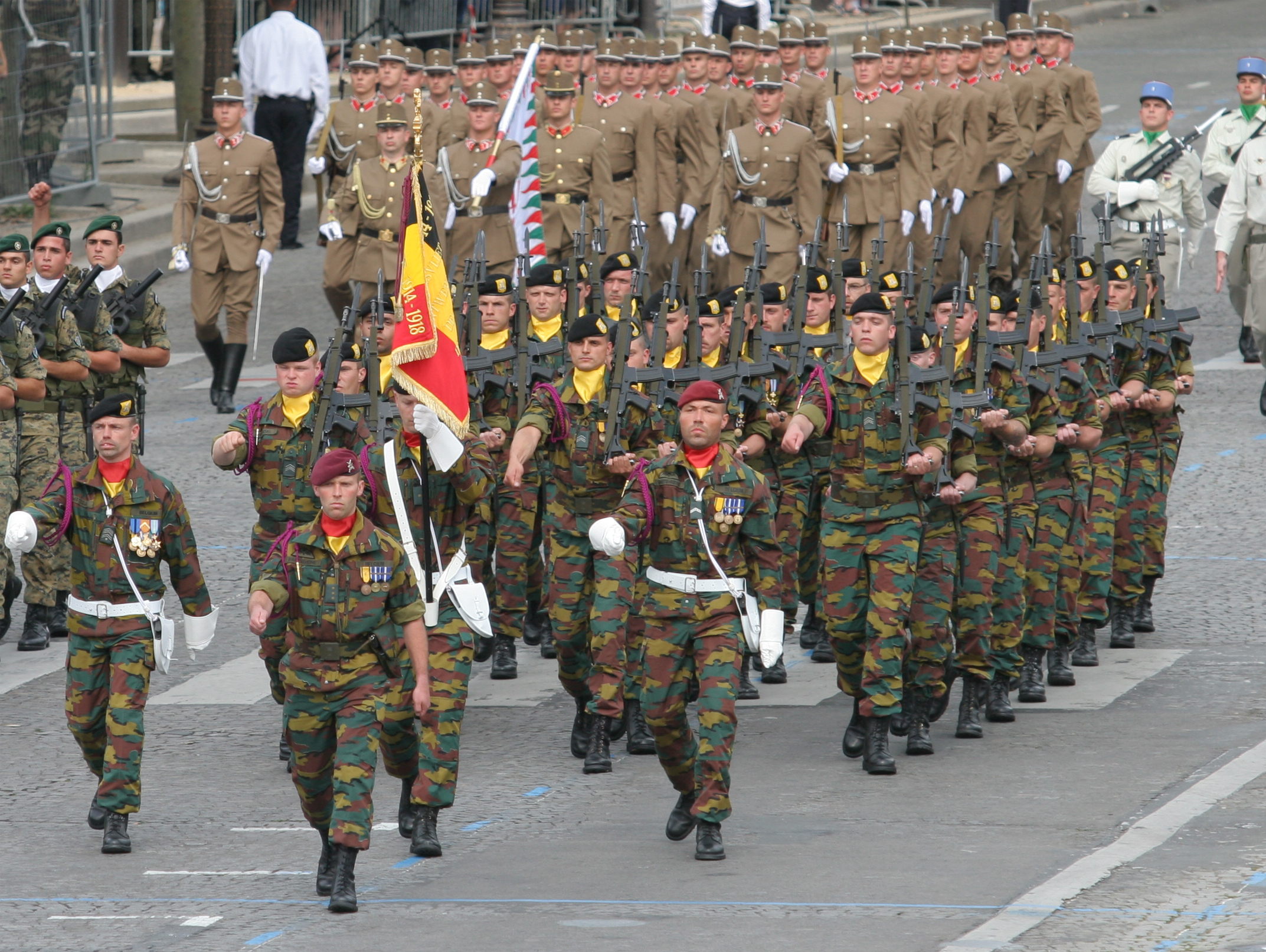
ベルギー陸上構成部隊

1949年以降、ベルギーは中立主義を放棄し、北大西洋条約機構に加盟、集団安全保障体制を構築している。軍は2002年に単一の統合軍に再編成されており、その下に陸上部隊COMOPSLAND（ベルギー陸上構成部隊）・海上部隊COMOPSNAV（ベルギー海洋構成部隊）・航空部隊COMOPSAIR（ベルギー航空構成部隊）・医療部隊COMOPSMED（ベルギー医療構成部隊）の4部隊が編成されている。冷戦期までは徴兵制が敷かれていたが廃止された。現在の兵力は現役約4万人、予備役約10万人。
また、ベルギーに駐留しているアメリカ軍（アメリカ合衆国連邦政府）とニュークリア・シェアリングをしており、独自の核戦力は保持していないが核抑止力を持っている。

## 地理

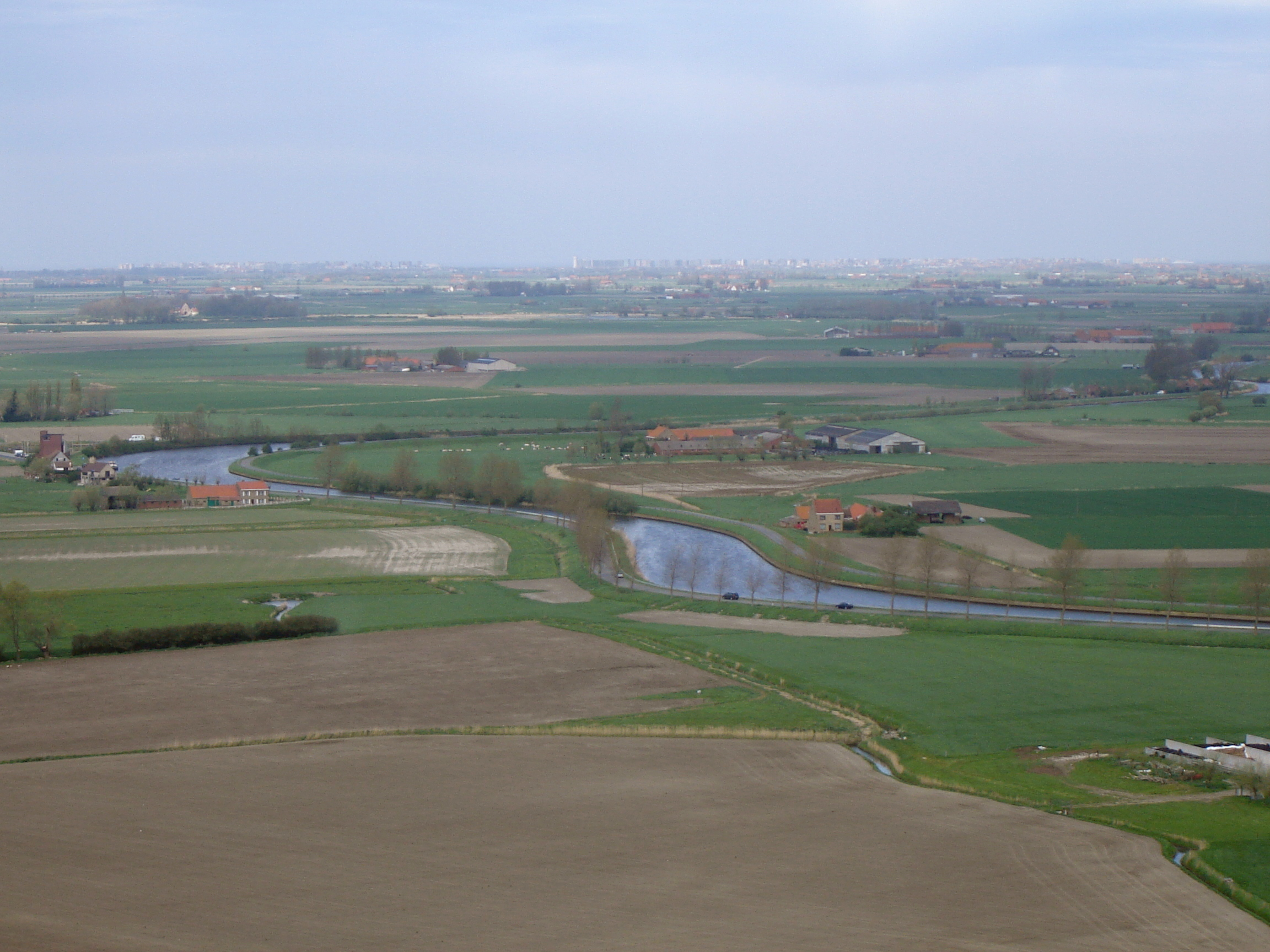
平野部の干拓地

一般的に北部のフランデレン地域は平野が広がっているのに対し、南部のワロン地域はアルデンヌ高地を中心に丘陵地帯が多い。北部は豊かな土壌が広がり、野菜や果実などの近郊農業や、農耕飼料を必要とする養豚・養鶏業等が営まれているのに対し、南部はアルデンヌ高地を中心に冷涼な気候で、酸性土壌も多く、肉牛、乳牛などの放牧による畜産業や、ビート栽培などが主流である。最高地点は東部ドイツ国境付近のボトランジュで、海抜693メートルに達している。

### 気候
ケッペンの気候区分による温帯（西岸海洋性気候）に属する。これは暖流の北大西洋海流による。晴天の続く夏期でも最高気温が30度を上回ることは多くない。面積の小さな国だが、内陸になるほど内陸性気候の特徴が現れる。すなわち、夏の気温が上がり、冬期は寒くなる。さらに降水量の年変動が大きくなる。
首都ブリュッセル （ブリュッセル首都圏地域内のイクル、北緯50度42分、東経4度21分、標高100メートル）の年平均気温は10.2度、最寒月は1月（平均気温3.1度）、最暖月は7月（同17.9度）。相対湿度の年平均値は81.6%（40年平均値）、もっとも湿潤なのは12月（88.4%）、もっとも乾燥しているのは5月（75.2%）。年平均降水量は823.0ミリ、もっとも雨が多いのは11月（79.5ミリ）、もっとも雨が少ないのは2月（53.1ミリ）である。

## 地方行政区分

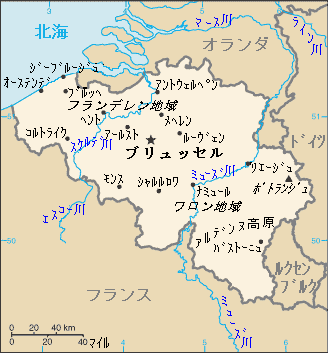
ベルギーの地図

フラマン語共同体（黄）とフランス語共同体（赤）、ドイツ語共同体（青）

ベルギーは1993年の憲法改正により連邦制に移行した。連邦は、ブリュッセル首都圏地域、フランデレン地域、ワロン地域の3つの地域と、フラマン語共同体、フランス語共同体、ドイツ語共同体の3つの言語共同体の2層、計6つの組織で構成される。そして、フランデレン地域とワロン地域の2つの地域は、それぞれ5つの州に分かれている。
ただし、フラマン語共同体とフランデレン地域については、ブリュッセル首都圏を除き領域が完全に重なるため、現行憲法が施行されてまもなく、フラマン語共同体政府がフランデレン地域政府を吸収する形で統合された。統合された自治体は単にフランデレンと呼ばれている。つまり、現在のベルギーには連邦構成主体は憲法上は6つ存在するが、実際上は5つしか存在しない。
フランデレン地域とワロン地域の境界線は、国土のほぼ中央を東西に横切っており、言語境界線と呼ばれる。

### 共同体
- フラマン語共同体
- フランス語共同体
- ドイツ語共同体

### 地域と州
- ブリュッセル首都圏地域 -フランス語、オランダ語両言語併用
- フランデレン地域 -オランダ語圏
  -  アントウェルペン州
  -  ウェスト＝フランデレン州
  -  オースト＝フランデレン州
  -  フラームス＝ブラバント州
  -  リンブルフ州
- ワロン地域 - フランス語圏、一部ドイツ語圏
  -  エノー州
  -  ナミュール州
  -  ブラバン・ワロン州
  -  リエージュ州
  -  リュクサンブール州

### 主要都市
|    | 都市             | 州                       | 人口      |
| -- | ---------------- | ------------------------ | --------- |
| 1  | ブリュッセル     | ブリュッセル             | 1,004,900 |
| 2  | アントウェルペン | アントウェルペン州       | 461,496   |
| 3  | ヘント           | オースト＝フランデレン州 | 233,120   |
| 4  | シャルルロワ     | エノー州                 | 201,456   |
| 5  | リエージュ       | リエージュ州             | 187,086   |
| 6  | ブルッヘ         | ウェスト＝フランデレン州 | 117,224   |
| 7  | ナミュール       | ナミュール州             | 107,178   |
| 8  | モンス           | エノー州                 | 91,221    |
| 9  | ルーヴェン       | フラームス＝ブラバント州 | 90,706    |
| 10 | メヘレン         | アントウェルペン州       | 80,809    |

## 経済

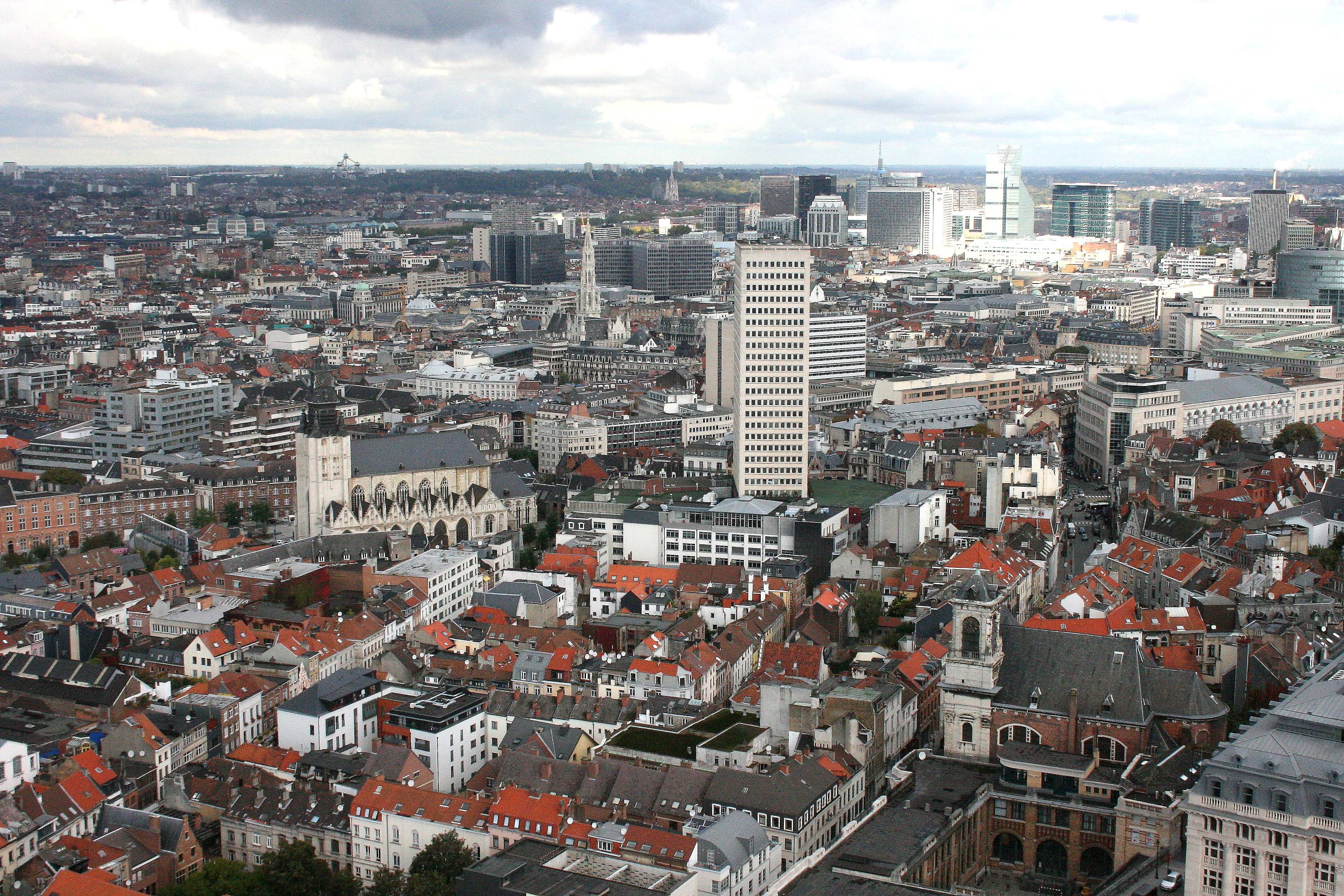
首都ブリュッセル

### 概要
2013年のベルギーのGDPは約5,065億ドルであり、日本の九州とほぼ同等の経済規模である。同年の1人あたりのGDPは4万5,383ドルで、世界的に上位に位置する。2016年の1人あたり国民総所得（GNI）は4万1,860ドルで、イギリスに次ぐ世界第18位となっている。
製造業を中心に豊かな資本力を誇るものの、小国であるため貿易への依存傾向が強く、経済が安定しているとまでは言い切れない。1990年代は、上昇傾向にあったが、21世紀に入って停滞状態になった。物価は低水準安定。また、景気に左右されず、失業率は概して高い。
日本では、チョコレートやベルギーワッフルなど加工菓子の産地として知られているが、ルーヴェンにある世界最大のビール会社であるアンハイザー・ブッシュ・インベブや化学会社のソルベー、製薬会社のヤンセン ファーマなども有名である。

### 日本との関係
松方正義はベルギー国立銀行をモデルとして日本銀行を立ち上げた。明治憲法はプロイセン憲法を原案としているが、そのプロイセン憲法はベルギー憲法の貧弱な国王大権を拡大したものであった。ブリュッセル金融網の発展に伴い、ベルギー憲法は断続的に改正された。
日本との経済的関係は、地理的問題（2001年から2015年まで空路の直行便がなかったなど）や、文化的交流が少ないなどの理由により、その存在は日本では一部企業を除きそれほど注目されておらず、特に銀行はバブル崩壊によりその多くが撤退した。ただし、確かな技術力を持つ企業が多いこと、またコーディネーションセンターに代表される外国企業に対する優遇税制措置が設けられていること、物流拠点としても立地が最適であること、かつ英独仏の主要国に近いこと、EUの本部所在地であることなどから大手自動車メーカーなどが欧州統括本社などを置いており、2015年10月時点で240 - 250社がベルギーに進出している。在留届を提出している邦人は6,000人近くに達し、在留日本人の総数は欧州の中でも上位に位置する。

### 工業

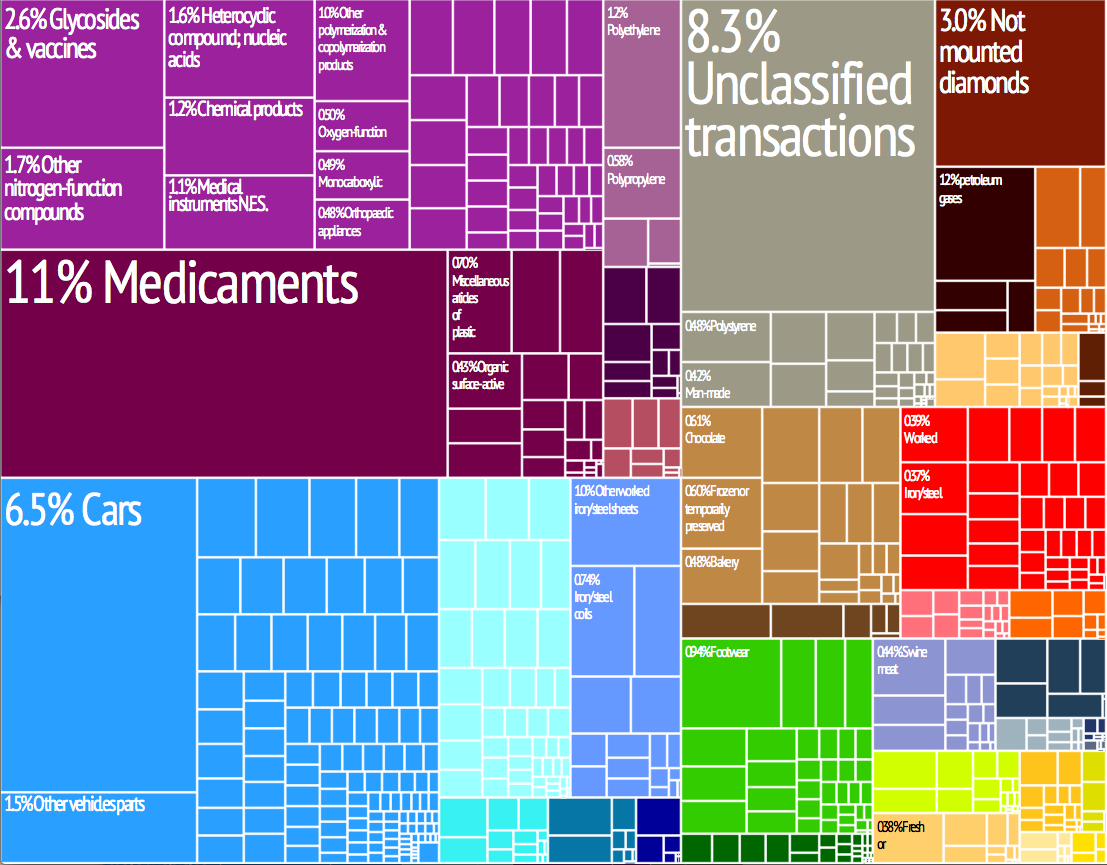
色と面積で示したベルギーの輸出品目（2009年）

ベルギーは人口規模・面積ともに小さい国（世界人口の0.1%、陸地面積の0.02%）であるが、中世に起源を持つ繊維産業や石炭の採炭と関連して長くヨーロッパ域内でもっとも工業の進んだ地域であった。第二次世界大戦以前から鉄鋼業、機械工業、石油化学工業がよく発達していた。しかしながら、石炭産業の斜陽化に従い、1980年代前半まで長期的な低迷傾向が見られた。その後、EC域内貿易の発展や財政再建によって再び工業が興隆し、石油化学工業、非鉄金属工業、自動車、食品工業を中心とした発展が見られる。ベルギー工業は輸入原料を加工し、半製品、製品として輸出する加工工業が中核となっている。貿易依存度は輸出87.1%、輸入81.1%に達し、ヨーロッパ域内でもっとも貿易に依存した経済であるといえる。
おもな工業都市は、アントウェルペン（石油化学工業、工業用ダイヤモンド製造業）、シャルルロワ、リエージュ（製鉄業）、テムス（造船業）、クルトレ、ブルッヘ、ブリュッセル、ヴェルヴィエ、ヘント、メヘレン（繊維業）、ヴァルサンランベール（クリスタルガラス工業）である。
世界シェアの高い工業製品は、世界第7位のプラスチック（670万トン、世界シェア3.3%）、同第8位のスズ（8,900トン、2.9%）である。世界シェア1%を超える品目を一覧すると、石油化学、非鉄金属、自動車、繊維、食品といったさまざまな分野においてバランスの取れた発展を見せていることが分かる。
- 石油化学 軽油（1,246万トン、世界シェア1.2%）、重油（760万トン、1.3%）、ナフサ（205万トン、1.1%）
- 非鉄金属 亜鉛（26万トン、2.6%）、銅（38万トン、2.4%）
- 自動車製造業 自動車（90万台、1.4%）
- 繊維 毛糸（1.3万トン、1.3%）
- 食品 バター（12万トン、1.5%）、ビール（17億リットル、1.1%）、豚肉（101万トン、1.0%）
- その他 苛性ソーダ（水酸化ナトリウム、54万トン、1.2%）

### 鉱業
石炭採掘の歴史は古く、すでに12世紀から採掘が始まっていた。現在でも石炭は埋蔵されているが、品質面で国外の石炭と競争できないため、生産が急速に落ち込んでいる。1973年の採掘量は880万トンだったが、2002年時には17万トンまで下がっている。

### 南北の経済格差
工業・サービス業が発達した北部のフランデレン地域と、石炭・鉄鋼業が衰退した南部のワロン地域では失業率に2倍以上の開きがある（後者の方が失業率が高い）。労働者の需給にギャップが生じても、ワロン地域はフランス語以外話せない住民が多数であるため、ワロン人がフランデレン地域で就労することが困難であり、失業率の格差が縮まらない一因となっている。またブリュッセルは移民が多く、低技能労働者が多いことから、失業率はやはり高い。
また、南北の経済格差も深刻で、フラマン系の裕福な北部と、比較的貧しい南部という図式が定着している。ベルギー建国時はこの図式は逆であり、南部のフランス語圏が工業地帯として発展しており裕福で、北部が貧しかった。しかし、今や北部のフラマン地域が裕福であり、北部が南部を見下している状態にある。

## 国民

### 民族
住民はフラマン語を話すフラマン人が58%、フランス語を話すワロン人が31%、その他混血などが11%である。
近年、特に首都ブリュッセルは中東系を中心とした移民が多く、近年ではアラブ系の「Mohammed」がブリュッセルで生まれる男子でもっとも多く名付けられる名前となっている。

### 言語
| 言語話者（ベルギー） | 言語話者（ベルギー） | 言語話者（ベルギー） | 言語話者（ベルギー） | 言語話者（ベルギー） |
| -------------------- | -------------------- | -------------------- | -------------------- | -------------------- |
|                      |                      |                      |                      |                      |
| フラマン語           | フラマン語           |                      | 58%                  | 58%                  |
| フランス語           | フランス語           |                      | 31%                  | 31%                  |
| その他               | その他               |                      | 11%                  | 11%                  |

ベルギーの国土は、憲法により使用言語別で主に3つの地域に分かれており、それぞれに地方公用語がある。
- 北部のフランデレン地域はフラマン語共同体に属し、フラマン語が公用語である。同語は「オランダ語の一方言」と例えられることもあるが、実際にはベルギーという国家内における社会言語学的な呼称であり、ほとんど差異はない。また、フローネン、ネーメン、コミーヌなどはフランス語地域である。当地域では、老若男女を問わずフランス語とのバイリンガルが多い。また、英語やドイツ語等も話す人も多い。フランデレン地域にはアントウェルペン、ヘント、ブルッヘ、ルーヴェン、メヘレン等の都市が立地している。

- 南部のワロン地域は大部分がフランス語共同体に属し、フランス語が公用語であるが、実際には一方言であるワロン語が主として話される。ワロン語は発音・語彙に若干の特徴があるが、標準フランス語と大きな差はない。ほかにピカルディ語、シャンパーニュ語、ロレーヌ語などのオイル語系諸方言が西部のフランス国境地域で話されている。また、南東部のルクセンブルク国境地域では、ルクセンブルク語が少数話されている。フランデレン地域と比べて、フラマン語や英語などの第二言語を習得している者は非常に少ない。ワロン地域にはシャルルロワ、リエージュ、ナミュール、モンス等の都市が立地している。

- ワロン地域の北東ごく一部のドイツ国境地域（オイペン、ザンクト・フィート付近）はドイツ語共同体に属し、ドイツ語が公用語である。

- ブリュッセル首都圏地域は公式に二言語地域とされており、フラマン語共同体とフランス語共同体の双方が自治権を持っている。だが、元々はフランデレン地域に位置するフラマン語圏であったが、19世紀にワロン地域やフランスからの移民を中心として都市が拡大しフランス語圏へと変化していきフランス語話者が8割以上を占める言語的な孤島状態となっている。同国最大の首都で国際都市であることから移民の受け入れも多いがたいていはフランス語に同化されていく等フランス語化がさらに進みつつある。郊外のフラマン語圏に住みフランス語圏のブリュッセル市内へと通勤通学するフラマン人も多く、周囲に住むフラマン人にとってフランス語とのバイリンガルであることが求められてきた。

フランデレン地域の人々とワロン地域の人々の間には「言語戦争」と呼ばれるほどの文化的な対立が存在し、連邦制が施行されて以降も、対立意識は完全に無くなってはいないと言われる。例として、2006年12月13日に公共放送RTBFが「フランデレン地域が独立を宣言して、前国王アルベール2世がコンゴ民主共和国（旧ベルギー植民地）に亡命した」というフェイクニュースを流したところ、一時国内が混乱に陥り、地域間の溝の存在を露呈する結果となった（のちに、議論を喚起する目的があったと釈明した）。

### 婚姻
婚姻の際に姓が変わることはなく、夫婦別姓である。また、同性同士の結婚（同性婚）も2003年より可能となった。

### 宗教
ベルギー国民が信仰する宗教は、ローマ・カトリックが75%、プロテスタントが25%である。1994年の統計では、イスラム教が3%となっている。このほか、ユダヤ教などを信仰する者もいる。
日本でも西日本を中心に布教活動をしているカトリック修道会の淳心会は、ベルギー・ブリュッセル郊外のスクートで設立された（スクート会とも呼ばれる）。

## 治安
ベルギーは日本に比べると治安が悪いと言われることが多いものの、近年では同国内及びブリュッセル市内の犯罪認知件数が減少傾向にある。しかし、若年層を中心に麻薬類の使用事犯が増加している問題点をはじめ、スリや置き引きやひったくり（主に邦人の被害率が高い）、偽警官による詐欺等の犯罪が依然として後を絶たない点が目立ち、強盗や侵入犯罪の被害に遭うケースも見受けられている。加えて、運転マナーの悪い運転手が多く、同市内では法定速度を遥かに超えて走行する車両が多いことから事故も多発している現状が続いている。

## 文化

### 食文化

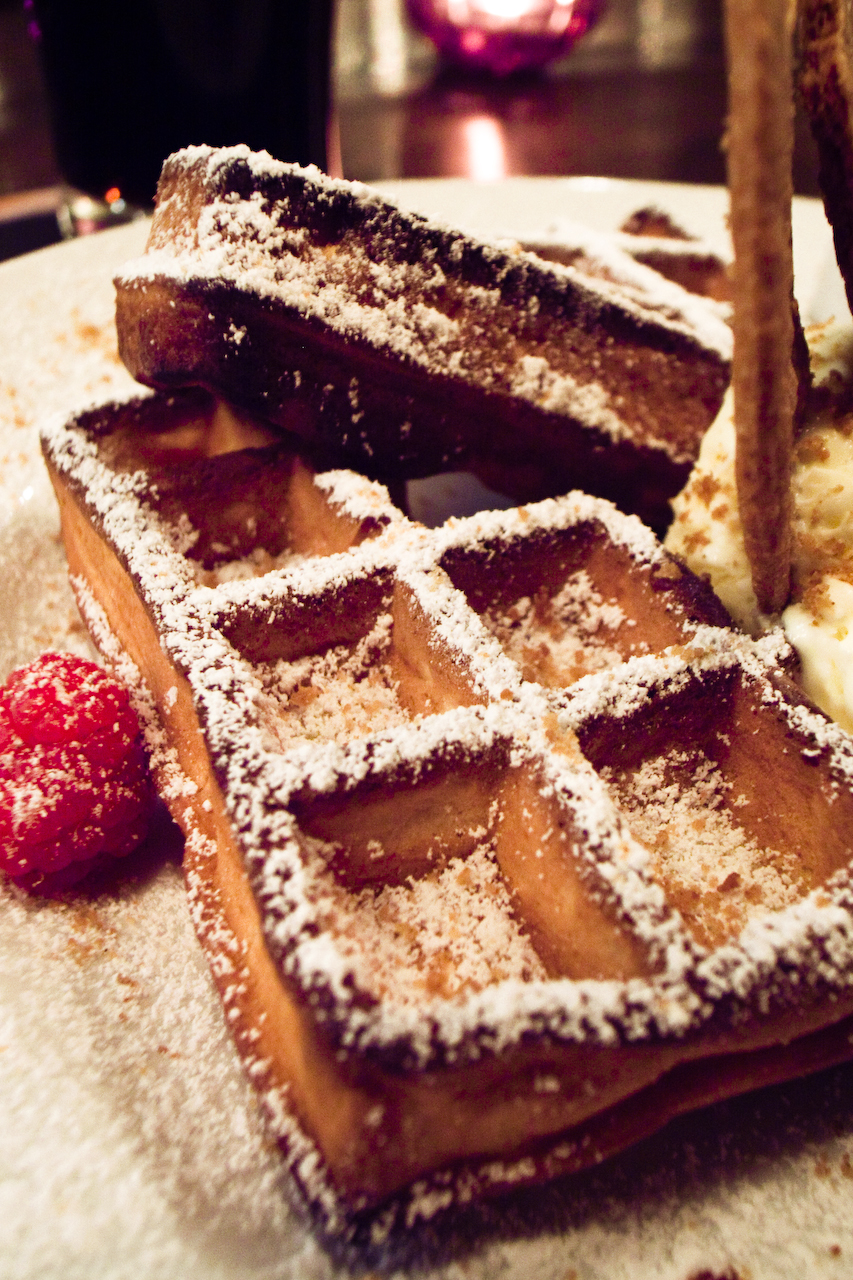
ベルギー製が有名なお菓子ワッフル

- ベルギービール
- ベルギーチョコレート（英語版）

### 音楽
15世紀後半から16世紀にかけてのルネサンス音楽の時代には、フランドル楽派が栄えた。18世紀、ベートーヴェンの祖父で同名の音楽家であったルートヴィヒ・ヴァン・ベートーヴェン (1712-1773)はメヘレン出身であったといわれ、ルーヴェンやリエージュで活動した後、孫の生地であるボンへ移住した。19世紀には作曲家セザール・フランクを輩出しているが、活躍地であるフランスの音楽史の中で語られることが多い。ちなみにフランクの家系はドイツ系であり、ドイツ音楽の強い影響をフランス音楽に持ち込んだ一派の指導的存在とみなされている。
ブリュッセル音楽院では特にヴァイオリン奏者を多く輩出しており、シャルル＝オーギュスト・ド・ベリオとその門下であるアンリ・ヴュータンやウジェーヌ・イザイなどフランス語圏ベルギー人作曲家が「フランコベルギー楽派」と呼ばれる作風および演奏様式を確立した。20世紀の大指揮者の一人アンドレ・クリュイタンスも、やはりフランスの指揮者として語られることが多いが、ドイツ音楽とフランス音楽の両方で高い評価を受けた。その他、ヨス・ファン・インマゼール、フィリップ・ヘレヴェッヘ、クイケン兄弟、ルネ・ヤーコプスなど古楽系演奏家を多く輩出している。
20世紀後半の作曲家では、トータル・セリエリズムへの道を開いたカレル・フイヴェールツ、前衛的な作風で電子音楽の分野でも活躍したアンリ・プッスールが知られる。なお、ポピュラー音楽においては、ジャンゴ・ラインハルトやルネ・トーマ、ジャック・ブレルなどが挙げられる。

### 美術
ベルギーには長い芸術的伝統があり、その歴史は中世にまで遡る。中でも絵画においては、多数の画家を輩出して来た歴史を持つ国であり、フーベルト・ファン・エイク、ヤン・ファン・エイク、ハンス・メムリンク、ヒエロニムス・ボス、ピーテル・ブリューゲル、ピーテル・パウル・ルーベンス、フロリス・ファン・ダイク、アンソニー・ヴァン・ダイク、ヤーコブ・ヨルダーンス、ポール・デルヴォー、ルネ・マグリット、フェルナン・クノップフなどが挙げられる。
また、ファッションにおいてはマルタン・マルジェラ、ドリス・ヴァン・ノッテン、アン・ドゥムルメステール、デルヴォー、キプリングなどが知られる。

### 世界遺産
ベルギー国内には、ユネスコの世界遺産リストに登録された文化遺産が9件ある。

### 祝祭日
備考欄の※は、祝日ではないが官庁や公共機関、学校などの施設は休みとなる日。祝祭日が土曜または日曜と重なった場合、翌月曜日が振替休日となる。
| 日付     | 日本語表記               | オランダ語表記                      | フランス語表記                                   | ドイツ語表記                                       | 備考                       |
| -------- | ------------------------ | ----------------------------------- | ------------------------------------------------ | -------------------------------------------------- | -------------------------- |
| 1月1日   | 正月                     | nl:Nieuwjaar                        | fr:Nouvel An                                     | de:Neujahr                                         |                            |
| 移動祝日 | 復活祭                   | nl:Pasen                            | fr:Pâques                                        | de:Ostern                                          |                            |
| 移動祝日 | 復活祭の翌日の月曜日     | nl:Paasmaandag                      | fr:Lundi de Pâques                               | de:Ostermontag                                     |                            |
| 5月1日   | メーデー                 | nl:Dag van de arbeid                | fr:Fête du Travail                               | de:Tag der Arbeit                                  |                            |
| 移動祝日 | キリスト昇天祭           | nl:Onze Lieve Heer hemelvaart       | fr:Ascension                                     | de:Christi Himmelfahrt                             | 復活祭39日後               |
| 移動祝日 | 聖霊降臨祭               | nl:Pinksteren                       | fr:Pentecôte                                     | de:Pfingsten                                       | 復活祭50日後               |
| 移動祝日 | 聖霊降臨祭の翌日の月曜日 | nl:Pinkstermaandag                  | fr:Lundi de Pentecôte                            | de:Pfingstmontag                                   |                            |
| 7月11日  | フラマン語共同体の祝日   | nl:Feest van de Vlaamse Gemeenschap | Fête de la Communauté néerlandophone de Belgique |                                                    | ※ フラマン語圏のみ         |
| 7月21日  | 建国記念日               | nl:Nationale feestdag               | fr:Fête nationale                                | de:Nationalfeiertag                                |                            |
| 8月15日  | 聖母被昇天祭             | nl:Onze Lieve Vrouw hemelvaart      | fr:Assomption                                    | de:Mariä Himmelfahrt                               |                            |
| 9月27日  | フランス語共同体の祝日   |                                     | fr:Fête de la Communauté française de Belgique   |                                                    | ※ フランス語圏のみ         |
| 11月1日  | 万聖節                   | nl:Allerheiligen                    | fr:Toussaint                                     | de:Allerheiligen                                   |                            |
| 11月11日 | 休戦記念日               | nl:Wapenstilstand                   | fr:Jour de l'armistice                           | de:Waffenstillstand                                | 第一次世界大戦終結の祝祭日 |
| 11月15日 | ドイツ語共同体の祝日     |                                     | Fête de la Communauté germanophone de Belgique   | de:Tag der Deutschsprachigen Gemeinschaft Belgiens | ※ ドイツ語圏のみ           |
| 12月25日 | クリスマス               | nl:Kerstmis                         | fr:Noël                                          | de:Weihnacht                                       |                            |

### スポーツ
ベルギーでは1920年にアントウェルペンでアントワープオリンピックが開催された。
サッカー

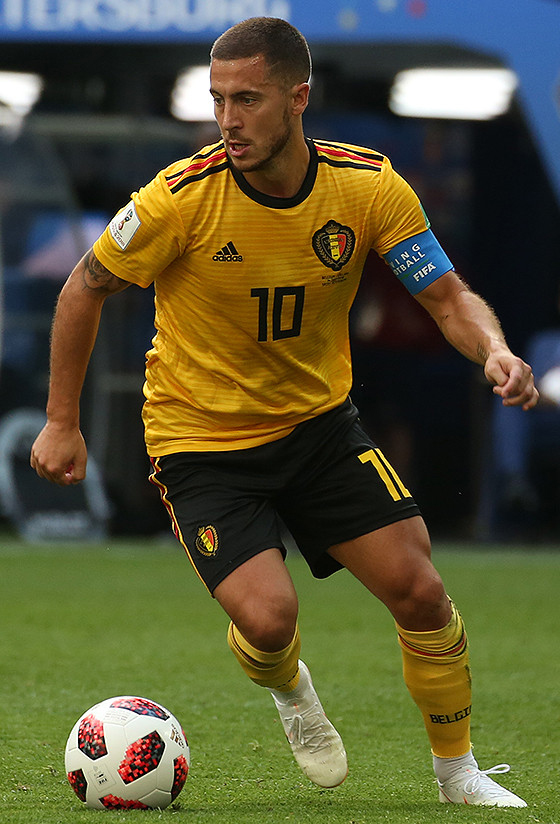
ベルギーでは絶大な人気を誇るエデン・アザール

ベルギー国内ではサッカーが圧倒的に1番人気のスポーツである。今から120年以上前の1895年に、サッカーリーグの「ベルギー・ファースト・ディビジョンA」が創設されている。同国では2010年代に入って以降、ビッグクラブで活躍する世界的に有名なサッカー選手が数多く出現しており、ヴァンサン・コンパニ、トーマス・フェルマーレン、マルアン・フェライニ、エデン・アザール、ロメル・ルカク、ケヴィン・デ・ブライネ、ティボ・クルトゥワなどが挙げられる。
ベルギーサッカー協会（KBVB）によって構成されるサッカーベルギー代表は、これまでFIFAワールドカップには13度出場しており、3大会ぶりの出場となった2014年大会ではベスト8に進出した。そして、続く2018年大会では過去最高位となる3位に輝いている。UEFA欧州選手権には6度出場しており、2016年大会と続く2021年大会では2大会連続でベスト8の成績を収めた。さらに2018年に新設されたUEFAネーションズリーグでは、2020-21シーズンに4位となっている。
自転車競技

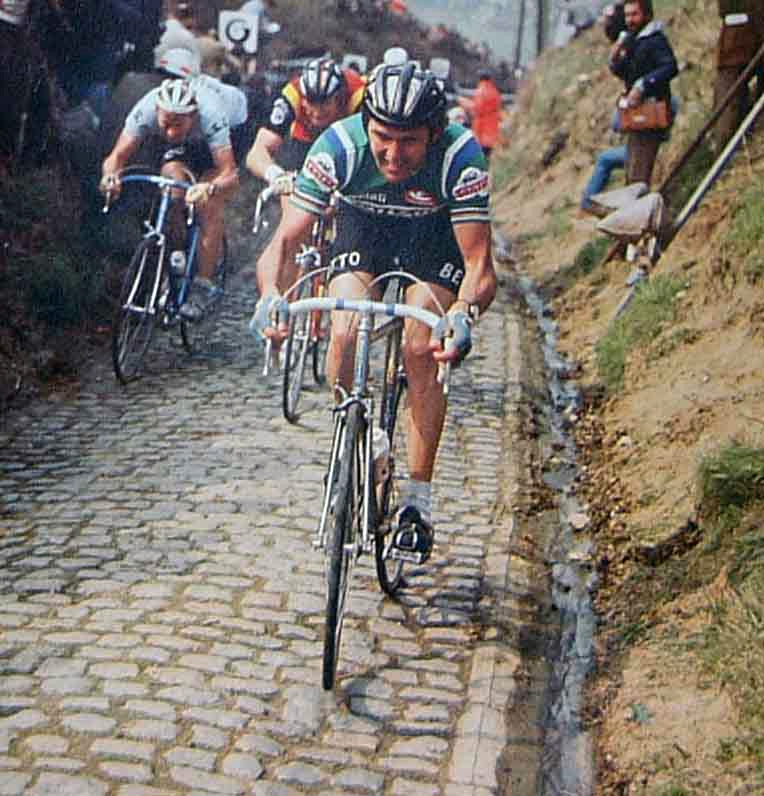
ロンド・ファン・フラーンデレン

ベルギーで自転車競技はサッカーの次に人気のスポーツとなっており、国技として挙げられることもある。主要なレースとして、ロンド・ファン・フラーンデレンやリエージュ〜バストーニュ〜リエージュがある。同国の著名なロードレース選手としては、エディ・メルクス、ヨハン・ムセウ、トム・ボーネン、フィリップ・ジルベールが知られている。